# Jonathan Gustafson
Jonathan Gustafson, född 5 mars 1997 i Lake Placid, är en amerikansk rodelåkare.

## Karriär
Gustafson tävlade för USA vid olympiska vinterspelen 2022 i Peking, där han slutade på 19:e plats i herrarnas singel.